# 모가미 요시모리
모가미 요시모리(일본어: 最上 義守 もがみ よしもり[*], 다이에이 원년(1521년) ~ 덴쇼 18년 음력 5월 18일(1590년 6월 19일))는 데와의 센고쿠 다이묘이다. 모가미씨 제10대 당주. 나카노 요시키요(中野義清)의 아들. 나카노 요시타쓰(中野義建, 모가미씨 제8대 당주 모가미 요시아쓰(最上義淳)의 차남)의 손자. 다테 마사무네(伊達政宗)의 외조부.

## 생애
다이에이 원년(1521년), 나카노성주 나카노 요시키요의 둘째 아들로 태어났다. 나카노씨는 최씨의 서류이기는 하지만 종종 최씨의 당주를 배출하는 가문이었다. 요시모리가 탄생하기 전년인 에이쇼 17년(1520년) 모가미씨 당주이자 요시모리인 오에키 요시사다(大伯父義定)가 사자(嗣子)가 없이 사망하자 의정의 매형 다테직종은 모가미 가문을 괴뢰화하려고 획책했다. 같은 해에 가미야마성주 가미야마 요시후사(上山義房)가 다테 가문에 반기를 들자 구실을 얻은 직종은 가미야마(上山), 야마가타(山形), 덴도(天童), 다카후사(高擶)를 제수했다. 모가미가와 서안에서 공순을 나타내지 않았던 사가에씨를, 다음 다이에이 원년(1521년) 공격한다. 이때 다테군은 가사이(葛西), 소마(相馬), 이와키(岩城)·아이즈(会津), 미야기(宮城), 고쿠분(国分), 모가미(最上)의 군세를 집결했다고 한다. 직종은 주변국과 화의를 맺어 산하에 가했으나 모가미씨의 후계 지명에 있어서는 국인들의 저항에 부딪쳐 타협하여 국인의 회유를 도모하여 다이에이 2년(1522년) 나카노씨로부터 요시모리가 당주로 영접되어 2세에 가독을 이었다. 이 해 다테 다네무네(伊達稙宗)를 침공할 때 다테씨의 편을 들었다고 해서 덴도 요리나가(天童頼長)가 릿샤쿠지(立石寺)를 화공했다.
덴분 4년(1535년), 먼저 덴도씨(天童氏)의 화공으로 황폐해진 릿샤쿠지를 재건시키는 등, 모가미 가문의 영내 부흥에 노력했다. 이 무렵의 모가미씨는 다테씨에게 사실상 복속되어 있었지만, 덴분 11년(1542년)에 다테씨·하루무네 부자 사이에 덴분의 난(天文の乱)이 발생하자 중신 우지이에 사다나오나 야카스 사가미수의 보좌를 받으면서 다네무네카타에 속해 참전하여 하세도 성을 탈환하고 다테씨로부터 독립하여 세력의 확대를 도모하였다. 이어 장정군에도 진출했으나 노명씨가 청종방으로 돌아서면서 형세가 역전되자 요시모리도 청종방을 따라 난은 청종방의 승리로 끝났다.덴분 12년(1543년) 입석사에 히에이잔 엔랴쿠지의 분등을 얻었다.덴분 15년(1546년) 적남 요시미쓰가 탄생한다. 이 무렵, 모가미가와 서안에 할거하는 사가에 겸 히로토쇼나이 다이호지 씨의 휘하에서 은연한 영향력을 가진 도사린 선동과 3자가 동맹을 맺는 움직임이 있었으나, 실패로 끝났다('도사린 선동 8월 6일자 사가에덴 앞으로 서신'). 에이로쿠 3년(1560년), 사가에 성주·사가에 가네히로를 공격해 세력 확대에 노력하지만 실패하였다.같은 해 무로마치 막부 14대 장군 아시카가 요시테루에게 사신을 보내 적남 요시미쓰에게 편휘를 하사하고, 이듬해인 에이로쿠 4년(1561년)에는 답례로 요시테루에게 매를 보냈다. 에이로쿠 6년(1563년)에 의광과 함께 상락하고 의휘를 알현했다.이 때 고쇼호로 대응되었다. 요시미츠에게 동족인 오사키 요시나오(大崎義直)의 딸을 시집보냈고, 에이로쿠 7년(1564년) 무렵 딸(요시히메)을 다테 데루무네에게 시집보냈으며, 에이로쿠 10년(1567년)에는 다테 마사무네가 태어났다.
겐키 원년(1570년)경에 당주의 의수와 적남 요시미쓰 부자 간에 말다툼이 일어나자 요시미쓰는 입석사에 가독 상속을 입원한다. 5월에 중신 우지이에 나오나오의 중재로 부자가 화해하고 8월에는 요시미쓰가 가독을 상속했다(다음해 모두 에이로쿠 연간에는 이미 요시미쓰는 은퇴, 출가했다. 다음해인 원구 2년(1571년)에 은거 의수는 출가해 「에이린」이라고 호했다. 그러나 덴쇼 2년(1574년) 1월, 양자 사이가 다시 험악해지자, 다테씨로부터의 독립 경향을 강하게 하고 있던 요시미쓰를 억제할 수 있도록, 다테 데루무네가 장인·의수 구원의 명목으로 최상영내에 출병한다(덴쇼 모가미의 난). 덴도 요리사다·시라토리 나가히사·구라마스 요리마·노부사와 미츠노부등이 의수·테루무네에 동조, 요시미츠파의 사가에씨를 공격한다. 사가에 씨도 요시미쓰 측을 따라, 요시미쓰가 유리하고 화목이 되었지만 요시미쓰는 적대 세력을 개별적으로 격파하고, 사가에 씨도 다시 요시미쓰를 찾아뵙는다. 9월 10일에는 요시미츠에 유리한 화의가 다테 씨와 성립해 다테 씨도 철병했다.
그 후에도 요시미쓰와 요시미쓰의 대립은 계속되었지만, 11월에 시라토리 나가히사(白鳥長久)의 중개로 화의(和議)가 맺어졌으며, 의수는 보리사 류몬지(龍門寺)에 은거하였다.
덴쇼 18년(1590년) 5월 18일 향년 70세로 사망했다. 요시미쓰는 아버지의 장례식에 의해 오다와라 정벌 참진이 대폭 지연되었지만, 도쿠가와 이에야스의 주선으로 본령이 안도되었다.

## 일화
덴쇼 모가미의 난의 원인으로 의수는 차남 요시토키를 맹목적으로 사랑하여 요시미쓰를 멀리하고 높은 곳에 유폐했다고 한다. 요시미쓰는 유폐지에서 탈출해 쿠데타를 일으키자 이에 다테 데루무네가 간섭해 내란으로 이어지지만 중신 우지이에 사다나오(氏家定直)의 중개로 화목했다. 그러나 정직이 죽은 후 다시 의수는 요시미쓰와 싸워 패배하고 강제로 은거당했다고 한다. 후세의 창작이라는 설도 있다.
한편 의수의 은거는 에이로쿠 연간으로 거슬러 올라가게 하는 설도 있다. 이는 오랜 세월동안 겐키 원년(1570년)의 문서와 연대비정되어온 요시모스가 은거 경위에 대해 언급한 모년 5월 15일자 요시모리로부터 다테 씨의 중신 마키노 히사나카에게 충당한 서한과 관련하여, 겐키 원년 4월에 실각하여 다테 가문에서 추방당한 마키노가 같은 해 5월에 다테 가신으로 받은 것이 되는 모순이 지적되었다.
덴쇼 최상의 난 후, 당주를 계승한 요시미쓰와는 완전히 화해한 듯, 1583년(덴쇼 11년)에 의수가 위독한 상태에 이르렀을 때, 요시미쓰는 다테 데루무네·여동생 요시히메 부부 등과 아버지를 방문했다. 그때 의수가 우에스기 씨나 사타케 씨를 경계하는 훈계를 요시미츠, 데루무네의 모가미·다테 양가당주에게 주었다. (또 1987년 NHK 대하드라마 [독안룡 마사무네]에서는 그 훈계를 내린 곳에서 의수가 타계한다는 사실이 아닌 묘사가 포함되어 있다)

## 편휘를 준 인물
- 우지이에 모리토 (氏家守棟, 사다나오의 아들)

| 전임 모가미 요시사다 | 제10대 모가미씨 당주 1522년 ~ 1570년 | 후임 모가미 요시아키 |